# TMK 101
TMK 101は、かつてクロアチア（旧：ユーゴスラビア）各地の路面電車路線で使用されていた電車の形式。電磁吸着ブレーキや自動ドアなど安全性や利便性を向上させた新たな要素を多数導入した車両で、"ストジャディン"（Stojadin）と言う愛称も付けられていた。

## 概要・運用
第二次世界大戦後、ユーゴスラビア領の路面電車路線となったクロアチア各地の路面電車へ向けて導入された車両。1950年から設計が行われ、1951年以降ザグレブ市電の工場で3両の試作車が製造された後、1957年から1965年にかけてジュロー・チャコビッチ工場（Đuro Đaković）で量産車の生産が実施された。
主要な導入先であったザグレブ市電では開業以来小型の2軸車が使用されていたが、TMK101は大型の片運転台式ボギー車となり、出力60 kwの主電動機を備えた動力台車が2台設置されていた。これにより、片方の主電動機が不具合で停止した場合でも出力こそ低下するものの走行が可能となった。また制動装置も改良され、空気ブレーキ、機械式ディスクブレーキに加えて非常用に電磁吸着ブレーキが搭載され、安全性が向上した。他にも運転台から操作可能な自動ドアや障害物に衝突した際に自動的に作動する救助網など、多くの要素がクロアチアの路面電車で初めて採用された。
試作車も含めて合計71両が製造され、うち63両はザグレブ市電に、8両はオシエク市電に導入されたが、後者については後にザグレブ市電へ全車移籍した。また、ザグレブ市電には同型の付随車であるTP 591も導入された。ユーゴスラビア時代の市電の主力車両として活躍を続けたが、老朽化によりクロアチア独立後の1993年から廃車が始まり、2000年代以降は超低床電車・クロトラムの導入で更に引退が進んだ。そして2007年夏季に定期運転から離脱し、2008年をもって営業運転を終了した。
2017年現在、ザグレブ市電には試作車1両（101、1954年製）と量産車1両（155、1965年製）が保存されている他、付随車のTP 591も2両（592、600）が残存し、一部車両は動態保存運転が行われている。また、ザグレブ技術博物館では量産車1両（164）が土産物屋として活用されている他、ジュロー・チャコビッチ工場が位置するスラヴォンスキ・ブロドの産業遺産公園にも量産車1両（117）が静態保存されている。

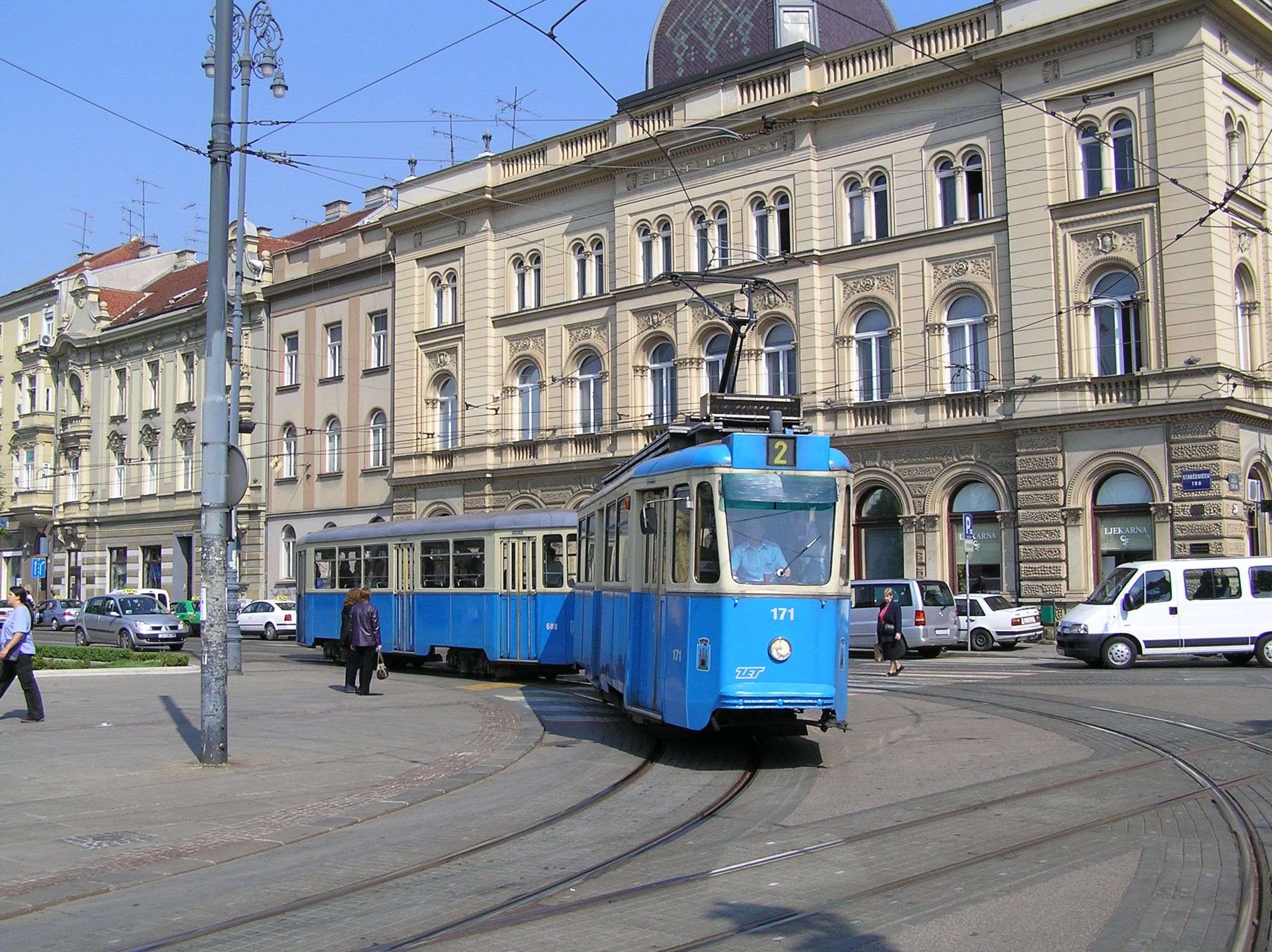
付随車を連結した2両編成（2000年代撮影）
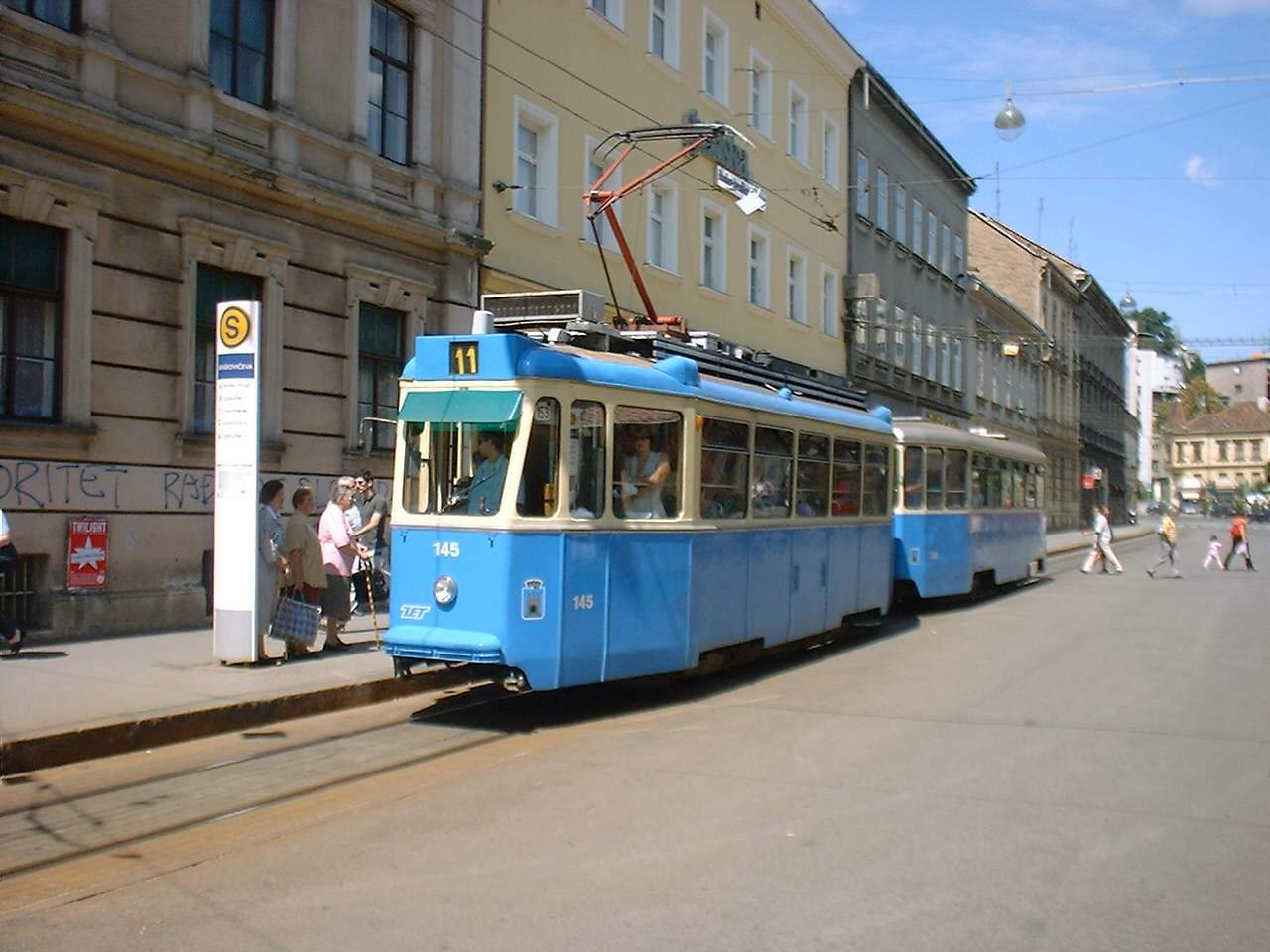
付随車と共に左側面には乗降扉は存在しなかった（2000年代撮影）